# Solcy
Solcy (rusky Сольцы) jsou město v Novgorodské oblasti v Ruské federaci. Při sčítání lidu v roce 2010 měly přes deset tisíc obyvatel.

## Poloha a doprava
Solcy leží na levém, severním břehu Šeloně, přítoku Ilmeňského jezera. Od Velikého Novgorodu, správního střediska oblasti, jsou vzdáleny přibližně osmdesát kilometrů jihozápadně.
Přes město vede železniční trať z Petrohradu přes Dno a Novosokolniki do Vitebsku.

## Dějiny
První zmínka o Solcích je z roku 1390, kdy zde uzavřely mír Novgorodská republika s Pskovskou republikou.
Od roku 1914 jsou Solcy městem.
Za druhé světové války byly Solcy 13. července 1941 obsazeny německou armádou. Rudá armáda je krátce znovu držela od 16. do 22. července 1941, ale konečně je dobyly až její jednotky Leningradského frontu 21. února 1944 během Leningradsko-novgorodské operace.